# Ellendale, Delaware
Ellendale är en ort i Sussex County i delstaten Delaware, USA.